# 제척
제척(除斥, exclusion)에는 법원구성원의 제척과 권리의 제척이 있다. 제척이란 일반적으로 법원 구성원의 제척을 가리키는데, 재판권 행사의 공정을 기하고 재판에 대한 국민의 신뢰를 지키기 위하여 법관이나 사무관 등이 특정사건의 피해자이거나 또는 피해자 및 피고인의 가족·친척관계일 때는 그 사건의 직무 집행에서 제외시키는 것을 말한다. 반면 권리의 제척이란 재단의 청산 등의 경우에 일정한 기간 내에 신고를 하지 않는 채권자를 변제나 배당으로부터 제외시키는 것을 뜻한다(민법 제88조·제89조, 민사소송법 제37조, 형사소송법 제17조, 파산법 247조·제248조·제249조).

## 판례

### 전심재판
- 법관의 제척원인이 되는 전심관여라 함은 최종변론과 판결의 합의에 관여하거나 종국판결과 더불어 상급심의 판단을 받는 중간적인 재판에 관여함을 말하는 것이고 최종변론 전의 변론이나 증거조사 또는 기일지정과 같은 소송지휘상의 재판 등에 관여하는 경우는 포함되지 않는다.[1]
- 본안사건의 재판장에 대한 기피신청사건의 재판에 관여한 법관이 다시 위 본안사건에 관여한다 하더라도 이는 민사소송법 제37조 제5호 소정의 전심재판관여에 해당하지 아니한다.[2]
- 피고 종중은 2008. 2. 24.자 임시총회에서 원심이 인용한 제1심판결이 판시한 바와 같이 피고 종중의 회장 등 그 임원을 선출하고, 피고 종중 규약을 개정하는 결의(이하 ‘이 사건 결의’라고 한다)를 하였으며, 피고 종중의 종중원인 원고들은 이 사건 결의에 소집권한 없는 자의 소집으로 개최된 위법 등이 존재한다는 이유로 이 사건 결의에 대한 무효확인을 구하는 이 사건 소를 제기하였는데, 원심을 담당한 재판부를 구성한 심△△ 판사는 원고들과 마찬가지로 피고 종중의 종중원인 사실을 알 수 있다. 앞서 본 법리에 비추어 보면, 피고 종중의 종중원인 심△△ 판사는 이 사건 당사자인 원고들과 마찬가지로 피고 종중 규약의 내용에 따라 피고 종중 소유 재산, 기타 권리의무 관계에 직접적인 영향을 받을 수 있는 지위에 있는데, 원고들은 이 사건 소를 통하여 피고 종중 규약을 개정한 이 사건 결의의 무효를 주장하였고, 원고들 주장의 무효사유 인정 여부에 따라 원고들뿐만 아니라 심△△ 판사의 종중에 대한 법률관계에 적용될 이 사건 결의에 따른 피고 종중 규약의 효력이 부인될 수 있다. 따라서 심△△ 판사는 이 사건 소의 목적이 된 이 사건 결의의 무효 여부에 관하여 원고들과 공통되는 법률상 이해관계를 가진다고 볼 수 있어 민사소송법 제41조 제1호 소정의 당사자와 공동권리자·공동의무자의 관계에 있는 자에 해당한다고 할 것이다. 그렇다면, 민사소송법이 정한 제척사유가 있는 판사가 재판에 관여한 원심판결은 민사소송법 제424조 제1항 제2호가 정한 법률에 따라 판결에 관여할 수 없는 판사가 판결에 관여한 때에 해당하는 위법이 있다[3].

## 제척의 효과
사건에 대하여 직무집행을 할 수 없으므로 일체의 소송행위에 관여할 수 없다. 민사소송법 제48조의 단서에 의해 종국판결의 선고만 관여하거나 긴급을 요하는 경우에 직무를 할 수는 있다.

## 위반시 구제수단
- 판결 확정 전에는 상소제기[4]
- 판결 확정 후에는 재심의 소제기[5]

|                                                                  |
| 형사소송법                                                       |
| 이념과 구조                                                      |
| 무죄 추정의 원칙 · 자백배제법칙 · 전문법칙                       |
| 증거보전청구권 · 형사보상청구권 · 독수독과이론                   |
| 실체적 진실주의 · 적정절차 · 신속한 재판의 원칙                  |
| 진술거부권 · 접견교통권 · 증거개시제도                           |
| 열람등사권 · 위법수집증거배제법칙                                |
| 법원                                                             |
| 제척 · 기피 · 회피 관할 · 이송 · 법관                            |
| 피고인과 변호인                                                  |
| 피고인 ·변호인 · 성명모용자 · 공동피고인 국선변호인 · 법정대리인 |
| 검사                                                             |
| 기소독점주의 · 검사 동일체의 원칙                                |
| 수사                                                             |
| 함정수사 · 불심검문 · 임의동행 · 동행요구 · 사법경찰관           |
| 구속                                                             |
| 구속영장 · 체포영장                                              |
| 증거법                                                           |
| 정황증거 · 전문증거 · 진술조서 · 진술서 · 실황조사서 · 검증조서  |
| 진술 · 증인                                                      |
| 재판                                                             |
| 공소장 · 공소장일본주의                                          |
| 고소 · 고발 · 고소불가분의 원칙 · 자수                           |
| 상소                                                             |
| 항소, 상고 & 비상상고                                            |
| 다른 7법 영역                                                    |
| 헌법 · 민법 · 형법                                               |
| 민사소송법 · 형사소송법 · 행정법                                 |
| 포털: 법 · 법철학 · 형사정책                                     |
| v • d • e • h                                                    |

## 참고 자료
- 조상희, 『법학전문대학원 민사소송법 기본강의』. 한국학술정보(주), 2009. ISBN 978-89-534-2307-7

## 같이 보기
- 대한민국 민사소송법 제41조
- 대한민국 민사소송법 제48조
- 기피
- 회피